# ビル・キャンプ
ビル・キャンプ（Bill Camp, 本名：William Camp、1961年10月13日 - ）は、アメリカ合衆国の俳優。
マサチューセッツ州ミドルセックス郡グロトン出身。ジュリアード音楽院に学ぶ。舞台を中心に、映画やテレビドラマで主に脇役で出演している。
妻は女優のエリザベス・マーヴェル（2004年結婚、ジュリアード音楽院の同級生）。

## 主な出演作品

### 映画
- 運命の逆転 Reversal of Fortune (1990)
- イン&アウト In & Out (1997)
- ラウンダーズ Rounders (1998)
- 華麗なるギャツビー The Great Gatsby (2000) テレビ映画
- 帰らない日々 Reservation Road (2007)
- 彼が二度愛したS Deception (2008)
- パブリック・エネミーズ Public Enemies (2009)
- タマラ・ドゥルー 〜恋のさや当て〜 Tamara Drewe (2010)
- コンプライアンス 服従の心理 Compliance (2012)
- 欲望のバージニア Lawless (2012)
- リンカーン Lincoln (2012)
- それでも夜は明ける 12 Years a Slave (2013)
- バードマン あるいは（無知がもたらす予期せぬ奇跡） Birdman or The Unexpected Virtue of Ignorance (2014)
- ラブ&マーシー 終わらないメロディー Love & Mercy (2014)
- アロハ Aloha (2015)
- ブラック・スキャンダル Black Mass (2015)
- ミッドナイト・スペシャル Midnight Special (2016)
- ラビング 愛という名前のふたり Loving (2016)
- ジェイソン・ボーン Jason Bourne (2016)
- ゴールド/金塊の行方 Gold (2016)
- クラウン・ハイツ/CROWN HEIGHTS Crown Heights (2017)
- 聖なる鹿殺し キリング・オブ・ア・セイクリッド・ディア The Killing of a Sacred Deer (2017)
- さよなら、僕のマンハッタン The Only Living Boy in New York (2017)
- 荒野の誓い Hostiles (2017)
- モリーズ・ゲーム Molly's Game (2017)
- ワイルドライフ Wildlife (2018)
- レッド・スパロー Red Sparrow (2018)
- SKIN/スキン Skin (2018)
- コネチカットにさよならを The Land of Steady Habits (2018)
- バイス Vice (2018)
- ネイティブ・サン 〜アメリカの息子〜 Native Son (2019)
- ザ・キッチン The Kitchen (2019)
- ジョーカー Joker (2019)
- ダーク・ウォーターズ 巨大企業が恐れた男 Dark Waters (2019)
- この茫漠たる荒野で News of the World (2020)
- PASSING -白い黒人- Passing (2021)
- Salem's Lot (2022)
- ボストン・キラー 消えた絞殺魔 Boston Strangler (2023)
- サウンド・オブ・フリーダム Sound of Freedom (2023)
- ドライブアウェイ・ドールズ Drive-Away Dolls (2024)
- 死霊伝説 呪われた町 Salem's Lot (2024)

### テレビドラマ
- ロー&オーダー Law & Order (1999, 2004)
- LAW & ORDER:犯罪心理捜査班 Law & Order: Law & Order: Criminal Intent (2005)
- ブラザーフッド Brotherhood (2008)
- ボードウォーク・エンパイア 欲望の街 Boardwalk Empire (2011)
- グッド・ワイフ The Good Wife (2011)
- ダメージ Damages (2012)
- マンハッタン Manhattan (2014-2015)
- LEFTOVERS/残された世界 The Leftovers (2015-2017)
- ナイト・オブ・キリング 失われた記憶 The Night Of (2016) ミニシリーズ
- 倒壊する巨塔-アルカイダと「9.11」への道 The Looming Tower (2018) ミニシリーズ
- アウトサイダー　The Outsider (2020) ハワード・サロモン
- クイーンズ・ギャンビット The Queen's Gambit (2020)